# サンカルロスFC
サンカルロスFC (ポルトガル語: São Carlos Futebol Clube)は、ブラジル・サンパウロ州サンカルロスを本拠地とするサッカークラブである。2004年11月25日設立。

## タイトル

### 国内タイトル
- カンピオナート・パウリスタ・セグンダ・ジヴィゾン : 1回
  - 2005

### 国際タイトル
なし

## 歴代監督
- ジョゼ・カルロス・セホーン 2013